# Lev Borodulin
Lev Abramovič Borodulin (rusky: Лев Абрамович Бородулин; 25. ledna 1923, Moskva – 21. prosince 2018, Tel Aviv) byl sovětský a izraelský fotograf, specialista na sportovní fotografii.

## Životopis
V letech 1940–1941 studoval na uměleckém oddělení Moskevské státní univerzity výtvarného umění, kterou dokončil až po válce. Účastnil se Velké vlastenecké války, získal medaile Za obranu Moskvy a Za dobytí Berlína, byl zraněn.
Fotografování se začal věnovat po promoci. Své první snímky publikoval v roce 1947 ve studentských novinách. V letech 1950-1960 pracoval jako fotograf pro časopis Ogoňok. Jako jeden z prvních fotografů v Sovětském svazu aplikoval efekty objektivu rybí oko.
Fotografická ročenka 1964 označila Lva Borodulina jako hvězdu světové fotografie. V roce 1967 jej japonské noviny Asahi Shimbun označily jako nejlepšího fotografa roku. V roce 1971 byl v Mnichově oceněn za úspěchy v oblasti sportovní fotografie zlatou medailí.
V roce 1972 se přestěhoval do Izraele a žil v Tel Avivu. V Izraeli v práci fotografa pokračoval. A oceňovaných snímků stále přibývalo.